# Yüksel Çakmur
 (février 2025).
Si vous disposez d'ouvrages ou d'articles de référence ou si vous connaissez des sites web de qualité traitant du thème abordé ici, merci de compléter l'article en donnant les références utiles à sa vérifiabilité et en les liant à la section « Notes et références ».
Yüksel Çakmur né en 1942, à Izmir, est un homme politique turc.

## Biographie
Diplômé de l'École supérieure des sciences économiques et commerciales d'Izmir en 1969 et diplômé de la faculté de droit de l'Université du 9-Septembre en 1987.
Membre du parti républicain du peuple (CHP), interdit en 1980 après le Coup d'état de 12 septembre 1980, il rejoint en 1983 le parti social-démocratie (SODEP) qui fusionne dans le parti social-démocrate populaire (SHP) en 1985, et en 1995 avec la réunification de CHP, il réadhère le CHP.
Maire de Buca (1971-1973), député d'Izmir (1973-1980), ministre de la jeunesse et des sports (1977 et 1978-1979), maire métropole d'Izmir (1989-1994).